# Flayat
Flayat är en kommun i departementet Creuse i regionen Nouvelle-Aquitaine i de centrala delarna av Frankrike. Kommunen ligger i kantonen Crocq som tillhör arrondissementet Aubusson. År 2022 hade Flayat 300 invånare.

## Befolkningsutveckling
Antalet invånare i kommunen Flayat
Referens:INSEE